# خشونت در زندان زنان
خشونت در زندان زنان (ایتالیایی: Violenza da un Carcere Femminile) یک فیلم به کارگردانی برونو ماتی است. از بازیگران آن می‌توان به لورا خمسر، گابریله تینتی، فرانکا استوپی و لورن دِ سِلِه اشاره کرد.